# Kampfgeschwader 28
Kampfgeschwader 28 (dobesedno slovensko: Bojni polk 28; kratica KG 28) je bil bombniški letalski polk (Geschwader) v sestavi nemške Luftwaffe med drugo svetovno vojno.

## Organizacija
- štab
- I. skupina
- II. skupina
- III. skupina

## Vodstvo polka
Poveljniki polka (Geschwaderkommodore)
- Generalmajor Karl Angerstein: september 1939 - 16. julij 1940
- Polkovnik Ernst-August Roth: 22. december 1940 - 1. december 1941